# Crazy for You (musical)
Crazy For You è un musical con libretto di Ken Ludwig, testi di Ira Gershwin e musiche di George Gershwin; il musical è basato su un altro musical del 1930, intitolato Girl Crazy. Il musical ha debuttato allo Shubert Theatre di Broadway nel gennaio 1992 ed è rimasto in scena per più di milleseicento repliche; Crazy for You ha vinto tre Tony Awards, tra cui miglior musical nel 1992.

## Cast
| Personaggio           | Broadway, 1992    | Londra, 1993        | Londra, 2011       |
| --------------------- | ----------------- | ------------------- | ------------------ |
| Bobby Child           | Harry Groener     | Kirby Ward          | Sean Palmer        |
| Polly Baker           | Jodi Benson       | Ruthie Henshall     | Clare Foster       |
| Bela Zangler          | Bruce Adler       | Chris Langham       | David Burt         |
| Irene Roth            | Michele Pawk      | Amanda Prior        | Kim Medcalf        |
| Lank Hawkins          | John Hillner      | Shaun Scott         | Michael McKellen   |
| Everett Baker         | Ronn Carroll      | Don Fellows         | Sidney Livingstone |
| Mother (Lottie Child) | Jane Connell      | Avril Angers        | Harriet Thorpe     |
| Eugene Fodor          | Stephen Temperley |                     | Samuel Holmes      |
| Patricia Fodor        | Amelia White      | Paula Tinker        | Harriet Thorpe     |
| Tess (Folly)          | Beth Leavel       | Vanessa Leagh-Hicks | Rachel Stanley     |
| Perkins               | Gerry Burkhardt   | Alan Forrester      | Samuel Homes       |